# International Service for Human Rights

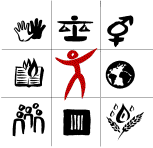
Il logo

L'International Service for Human Rights (ISHR) è una Organizzazione non governativa con sedi a Ginevra e New York fondata nel 1984. Si interessa di diritti umani ed è in particolare specializzata nel fornire addestramento, informazioni ed assistenza per gli attivisti dei diritti umani in tutto il mondo sia ad istituti internazionali (anche l'ONU) che regionali.
ISHR è diviso in tre dipartimenti: l'Unità Informativa, il Programma di Istruzione ed Addestramento (ETP) e l'Ufficio per i Difensori di Diritti Umani (HRDO).
L'Unità Informativa ha compilato di recente una guida per la transizione dallo Commissione per i Diritti Umani dell'ONU allo Consiglio per i diritti umani delle Nazioni Unite intitolato A New Chapter for Human Rights.
L'ETP istruisce i difensori dei diritti umani somministrando corsi ed organizzando workshop sia a Ginevra che nel resto del mondo insegnando come usare le leggi e le procedure internazionali e locali sui diritti umani per definire e realizzare le strategie più opportuni. L'ETP lavora principalmente con l'ONU, ma addestra anche altre organizzazioni intergovernative e regionali.
ISHR è ossia uno dei autori di Principi di Yogyakarta.